# العوينات (ولاية تبسة)
الخصائص الطبيعية
-1-  الموقع الجغرافي:
  بلدية العوينات من بلديات السهول العليا الشرقية، تقع في الحدود الشمالية الشرقية لولاية تبسة، وتعد من بين 23 بلدية المكونة لها. تقدر مساحتها ب 457.30 كلم2. 
تعتبر من المناطق الحدودية بحكم قربها من الحدود التونسية اذ تبعد عنها بحوالي 67 كلم، وتعد همزة وصل بين العديد من المدن الكبرى، اذ يمر بها الطريق الوطني رقم 16 الذي يربط مدينة الوادي بمدينة عنابة ويمر بتبسة، العوينات وسوق هراس. والطريق الوطني رقم 88 الذي يربط خنشلة بالونزة ويمر بمسكيانة والعوينات. 
-2-  الموقع الإداري:
انشأت بلدية العوينات سنة 1860، ليتم ترقيتها الى مقر دائرة سنة 1974. ولها حدود مشتركة مع بعض الولايات حيث تبعد عن: 
• مركز الولاية ب 60 كلم.  
• ولاية ام البواقي ب 87 كلم. 
• ولاية سوق اهراس ب 64 كلم.
• ولاية عنابة ب 154 كلم.
اما بالنسبة للحدود البلدية فهي كمايلي:
• شرقا: بلدية الونزة بمسافة 28 كلم.  
• غربا: ولاية أم البواقي، بالتحديد بلدية بحير الشرقي، بمسافة 29 كلم.
• شمالا: ولاية سوق أهراس، بالتحديد كل من البلديات التالية: الدريعة بمسافة 20 كلم، واد الكباريت بمسافة 13 كلم، وام العظايم بمسافة 17 كلم.
• جنوبا: بلدية مرسط وبوخضرة بمسافة 29 كلم. 
• الجهة الجنوبية الشرقية: بلدية بلالة بمسافة 21 كلم
-3- الموضع:
تتموضع بلدية العوينات على حافة السهوب على معدل ارتفاع 700 متر عن سطح البحر، في شكل مساحات شبه صحراوية، تتميز بوجود التضاريس المتمثلة في جبل القلب  بارتفاع 1100م، جبل كاف الرخام، جبل المسلولة بارتفاع700م، كما تتميز بوجود واد ملاق الممتد الى الحدود التونسية والذي يمر داخل النسيج العمراني للتجمع الرئيسي مما يجعل المنطقة معرضة لخطر الفيضان.
نتيجة:
- موقع استراتيجي زاده اهمية مرور الطرق الوطنية 16 و88، وخط السكة الحديدية.
- تتميز البلدية بتضاريس جبلية وعرة، وتنوع انحداراتها حيث تتراوح مابين المنحدرات الخفيفة و الشديدة.
- احتواء بلدية العوينات على عدة أودية وشعاب وهذا ما جعل المنطقة معرضة لخطر الفيضانات خاصة التجمع الرئيسي.
- مناخ المنطقة قاري جاف، يتميز بنسبة رطوبة معتبرة إضافة الى شتاء بارد وصيف حار.
- تمتلك البلدية ثروة طبيعية معتبرة من الغطاء النباتي والموارد المائية، والتي يمكن الاستفادة منها في التنمية الاقتصادية والاجتماعية.

الخصائص السكانية والعمرانية
نتيجة:
- زيادة ملحوظة في عدد السكان خلال السنوات الأخيرة نتيجة للعوامل الاقتصادية والاجتماعية.
- زيادة في نسبة الشباب نتيجة للتطورات الديموغرافية وتأثيرات التعليم وفرص العمل.
- نمو عمراني ملحوظ يظهر في زيادة في البرامج السكنية والمرافق الحديثة.
- تضم مدينة العوينات مجموعة متنوعة من السكنات ذات النمط الأوروبي الاستعماري في الاحياء القديمة، الى الاحياء الجديدة التي تتميز بالسكنات الحديثة (فيلا) والمنشآت التجارية.
- تسجيل النقص الكبير فيما يخص المرافق الضرورية خاصة الترفيهية، التعليمية، والخدماتية، مما ساهم في ارتفاع الهجرة نحو المدن المجاورة.
- توسع في شبكة الطرق لتلبية احتياجات النمو العمراني وتسهيل حركة التنقل.